# Área metropolitana de Elizabethtown
El área metropolitana de Elizabethtown, o Área Estadística Metropolitana de Elizabethtown, KY MSA como la denomina oficialmente la Oficina de Administración y Presupuesto, es un Área Estadística Metropolitana centrada en la ciudad de Elizabethtown, que abarca parte del estado estadounidense de Kentucky. El área metropolitana tiene una población de 119.736 habitantes según el Censo de 2010, convirtiéndola en la 314.º área metropolitana más poblada de los Estados Unidos.

## Composición
Los 2 condados del área metropolitana, junto con su población según los resultados del censo 2010:
- Hardin– 105.543 habitantes
- LaRue– 14.193 habitantes

## Área Estadística Metropolitana Combinada
El Área Estadística Metropolitana Combinada de Louisville–Elizabethtown–Scottsburg, KY–IN CSA está formada por el área metropolitana de Elizabethtown junto con:
- El Área Estadística Metropolitana de Louisville/Condado de Jefferson, KY-IN MSA; y
- El Área Estadística Micropolitana de Scottsburg, IN µSA;

totalizando 1.427.483 habitantes en un área de 14.083 km².

## Principales comunidades del área metropolitana
Lugares incorporados
- Elizabethtown (ciudad principal)
- Hodgenville
- Muldraugh (parcialmente)
- Radcliff
- Sonora
- Upton
- Vine Grove
- West Point

Lugar designado por el censo
- Fort Knox

Lugares no incorporados
- Athertonville
- Buffalo
- Cecilia
- Eastview
- Glendale
- Lyons
- Magnolia
- Mt. Sherman
- Rineyville
- Stephensburg
- Tonieville